# Warstwa bazaltowa
Warstwa bazaltowa (gabrowa) – w dawnym, uproszczonym podziale skorupy ziemskiej miała być to dolna warstwa kompleksu krystalicznego skorupy, tworząca kontynenty i dno oceaniczne. Dawniej warstwę tę określano mianem sima (nazwa ta jest przestarzała).
Dokładniejsze badania sejsmiczne wykazały, że budowa skorupy kontynentalnej jest przeważnie trójdzielna, a bywa dużo bardziej skomplikowana. „Warstwa bazaltowa” odpowiada środkowej i dolnej skorupie kontynentalnej, tworzą je m.in. dioryty i anortozyty. Kompleks krystaliczny skorupy oceanicznej dzieli się na dwie warstwy: górną tworzą bazalty toleitowe w postaci law poduszkowych i głębiej dajek, a głębszą warstwę tworzą gabra.
Warstwę bazaltową od wyższej warstwy granitowej oddzielać miała nieciągłość Conrada, która jest wykrywalna jako skok prędkości fal sejsmicznych; nie występuje ona jednak globalnie, a pod dnem oceanów wcale.
Głębiej, pod nieciągłością Moho stanowiącą dolną granicę skorupy, znajdują się skały budujące płaszcz ziemski. W górnej części tworzą one warstwę perydotytową.